# Fritz Björn
Fritz Erik Björn, född 21 maj 1890 i Götlunda församling i Örebro län, död 9 juni 1976 i Arvika östra församling i Värmlands län, var en svensk konstnär och folkskollärare.
Han var son till lantbrukaren Erik Gustaf Björn och Albertina Bergström.
Fritz Björn var som konstnär autodidakt och har deltagit i utställningar med Värmlands konstförening i Karlstad 1948 och 1949 och med Arvika konstförening 1946, 1948 samt 1949. Hans konst bestod av pastellmåleri. 
Han var från 1917 till hustruns död gift med Valborg Karlsson (1891–1975). De är begravda på Arvika kyrkogård.